# Jatropha hippocastanifolia
Jatropha hippocastanifolia är en törelväxtart som beskrevs av Léon Camille Marius Croizat. Jatropha hippocastanifolia ingår i släktet Jatropha och familjen törelväxter.
Artens utbredningsområde är Paraguay. Inga underarter finns listade i Catalogue of Life.